# Réglementation Nizam-e-Adl
La réglementation « Nizam-e-Adl » (en anglais : Order of Justice) est un acte juridique controversé qui avait établi la charia dans six districts de la province pakistanaise de Khyber Pakhtunkhwa. Il a été conclu entre le gouvernement pakistanais et le groupe armé Tehrik-e-Nifaz-e-Shariat-e-Mohammadi et prévoyait un cessez-le-feu.
Signées par le président pakistanais Asif Ali Zardari le 13 avril 2009, les dispositions de l'acte n'ont jamais été vraiment appliquées. L'accord de paix qu'elle induisait a volé en éclats après l'offensive de l'armée dans la région concernée par l'acte.
Certains ont ensuite soutenu qu'aucunes des parties n'étaient réellement sincères dans ses intentions, ou tout de moins n'avaient jamais envisagé l'accord comme une solution à long terme. Les insurgés auraient conclu l'accord pour gagner du temps tout en poursuivant leur insurrection, et le gouvernement l'aurait conclu pour prouver qu'il avait tenté de préserver la paix afin de justifier ensuite leurs vastes opérations militaires d'avril-juin 2009. 

## Les négociations et les dispositions de l'acte

Le district de Swat en jaune au sein de la province de Khyber Pakhtunkhwa en vert.

Le Tehrik-e-Nifaz-e-Shariat-e-Mohammadi (TNSM) est un mouvement pakistanais lié aux talibans qui milite pour l'application stricte de la charia. Il a soutenu le mouvement taliban dans leur conquête du pouvoir en Afghanistan puis dans leur lutte contre les forces étrangères à partir de 2001. Il a soutenu l'application de la charia au Pakistan et est entré en conflit avec les autorités. L'armée mena des opérations contre eux en 2007 dans leur fief du district de Swat. Ces opérations ont cependant été un échec sur le long terme et le mouvement a appliqué sa loi en 2008 dans le district de Swat et le district de Malakand. Le mouvement procédait à des exécutions publiques et des flagellations. Le régime imposé par le mouvement avait pour but de terroriser la population.
En 2008, le gouvernement local de la province de Khyber Pakhtunkhwa entame des négociations avec les islamistes et avec le gouvernement fédéral afin de faire cesser les combats entre les autorités et les islamistes. À ce moment-là, des policiers locaux ont été exécutés et beaucoup d'autres ont été forcés à fuir ou à abandonner leur poste. Les négociations ont mené à la libération de Soofi Mohammed, fondateur du TNSM, libéré le 21 avril 2008 après avoir renoncé à la violence. Les négociations conduisent à l'établissement d'un accord qui prévoyait d'un côté l'autorisation officielle d'appliquer la charia ainsi que l'établissement de tribunaux islamiques, et de l'autre côté les islamistes s'engageaient à cesser les combats et à rouvrir les écoles pour filles. Le cessez-le-feu est conclu le 26 février 2009 alors que l'acte n'était pas encore adopté. 
L'acte prévoit la mise en place de trois degrés de juridiction appliquant la Charia, avec donc deux possibilités de faire appel. La juridiction « suprême » agit comme une Cour suprême.

## La procédure

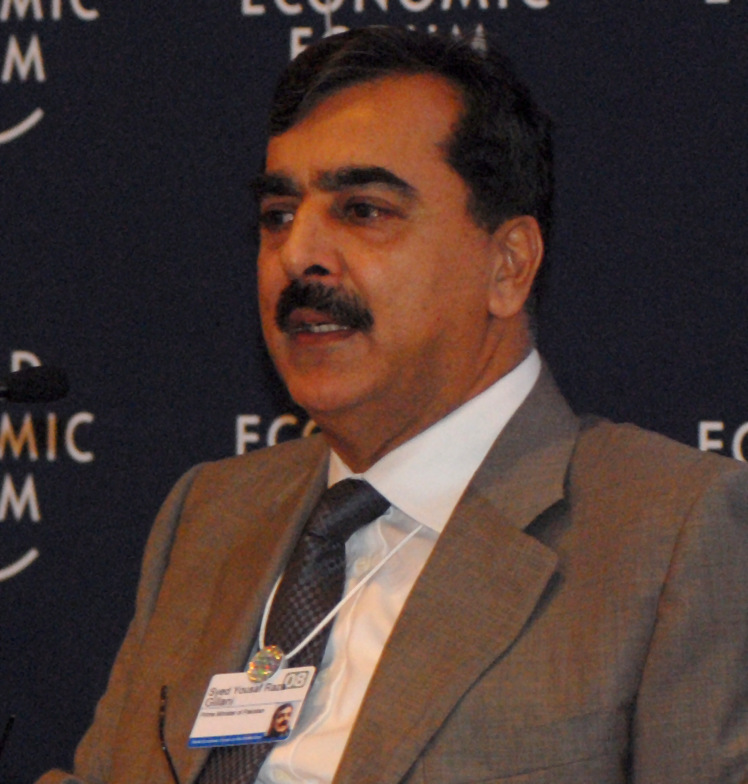
Youssouf Raza Gilani, actuel Premier ministre du Pakistan.

Pour que l'acte soit valable, il nécessite seulement une signature du Président de la République Asif Ali Zardari, puisqu'il possède un pouvoir discrétionnaire concernant les régions tribales administrées provincialement. Pourtant, le gouvernement décide de quand même passer par un vote à l'Assemblée nationale. Tous les partis votèrent en sa faveur à l'Assemblée nationale, à l'exception du Mouvement Muttahida Qaumi (allié au gouvernement) qui s'abstint en dénonçant une « islamisation » du droit, bien que limitée à une certaine région. Le président signe l'acte le 13 avril 2009.

## Controverse
L'acte a suscité une vive controverse, dans le pays et aussi dans le monde.
Le Mouvement Muttahida Qaumi, quatrième parti à l'Assemblée nationale a été le parti le plus critique envers l'acte, en dénonçant la « talibanasion » de la région. Nawaz Sharif, le chef de l'opposition, dirigeant de la Ligue musulmane du Pakistan (N), a exprimé son inquiétude après la signature de l'acte que les talibans n'exportent leur régime à d'autres régions du Pakistan. Pourtant, son parti a voté en faveur de l'acte à l'Assemblée nationale.
Les États-Unis ont aussi exprimé leurs inquiétudes : la Secrétaire d'État des États-Unis Hillary Clinton a ont comparé la signature de l'acte à une abdication du gouvernement, et indiqué que la situation au Pakistan mettait en danger la stabilité dans la région et dans le monde. Amnesty International a dénoncé l'acte en exprimant leur peur que l'acte légitime les abus aux droits de l'homme commis dans la région.
En revanche, l'accord a été soutenu par le gouvernement local de la province de Khyber Pakhtunkhwa, dirigé par le Parti national Awami (pourtant à tendance laïque), considérant l'acte comme le seul espoir de faire cesser les combats dans la région. Beaucoup d'habitants des régions concernées ont également apporté leur soutien à l'acte, constatant que l'interprétation faite de la Charia par les tribunaux institués par l'acte leur était beaucoup plus favorable que celle faite par les militants islamistes.

## Reprise des combats

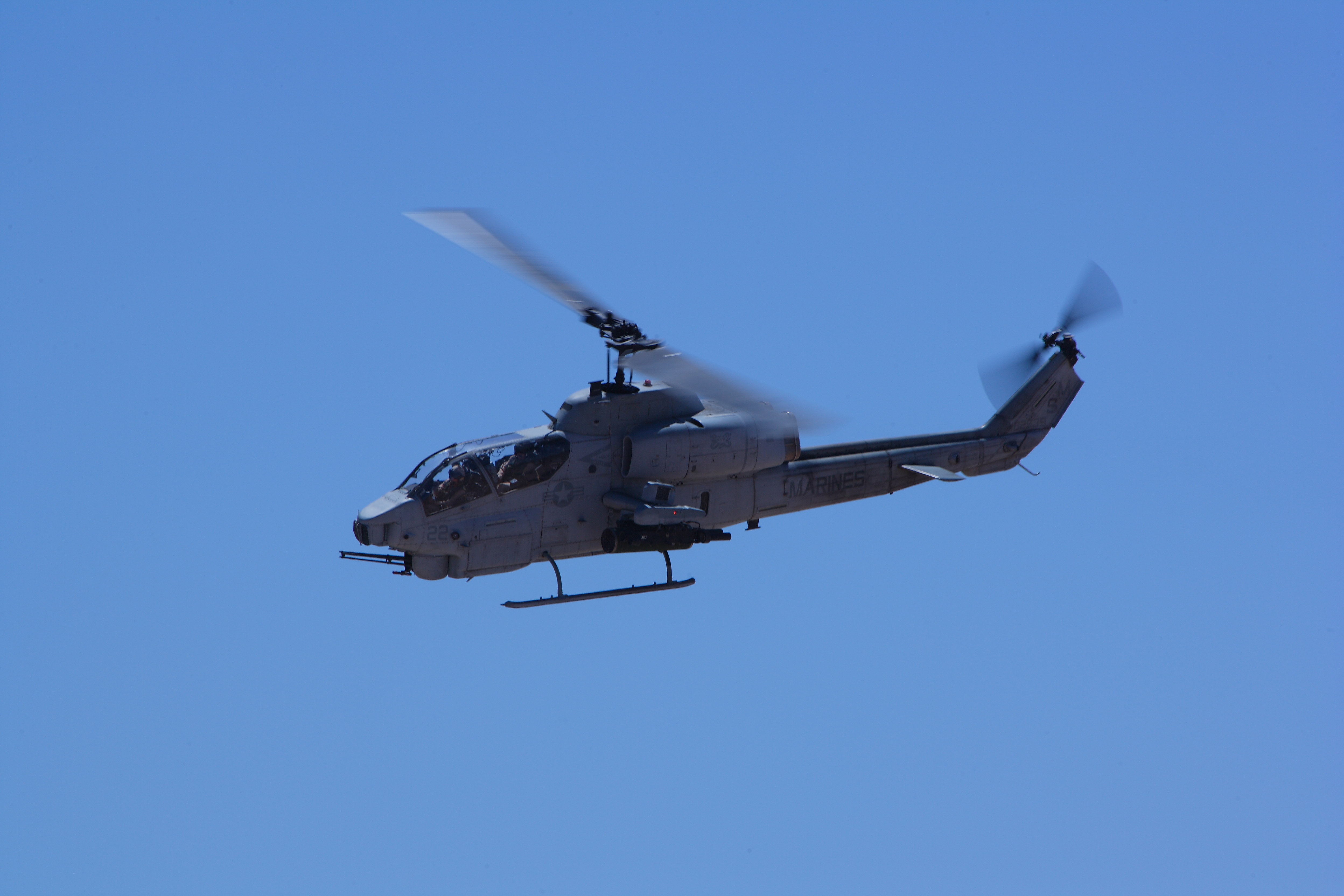
Un hélicoptère de combats de type AH-1 Cobra similaire à ceux que l'armée pakistanaise a utilisé contre les insurgés.

Malgré la signature du cessez-le-feu et la mise en place de l'acte, les tensions entre les autorités et les militants islamistes ont continué à s'accroitre. Les combattants islamistes ont accusé les autorités de tarder à appliquer les dispositions de l'acte et ont notamment exprimé leur désaccord avec la jurisprudence appliquée par les juridictions mises en place par l'acte. Le TNSM et le TTP (talibans pakistanais) ont également dénoncé la nomination des juges des tribunaux islamiques (les qadis), faites par le gouvernement pakistanais sans consultation préalable. Le commandant Muslim Khan du TTP (qui sera arrêté en septembre 2009), déclare alors qu'ils n’abandonneront pas les armes avant l'implantation totale de la charia dans la région.
Fin avril, les combats éclatent de nouveau et les combattants islamistes étendent leur aire d'influence. Le 23 avril, ils s'emparent du chef-lieu du district de Buner, distant de seulement 97 kilomètres de la capitale fédérale Islamabad. Le 26 avril, l'armée finit par contre-attaquer et bombarde les positions des talibans et commence des opérations terrestres visant à reprendre le district de Buner et le district du Bas-Dir. Les combats font, selon l'armée, plus de 50 morts en deux jours. Le 27 avril, Soofi Mohammed annonce la fin des négociations à cause des opérations de l'armée. Cette dernière se défend d'avoir déclenché les hostilités, répondant selon elle à des attaques des insurgés. Le 5 mai, l'armée étend ses opérations au district de Swat, vaste fief du TNSM, puis au district de Malakand et au district de Shangla.
Après plus de deux mois d'opérations militaires et la mobilisation de 15 000 soldats, l'armée prétend avoir repris toute la région aux insurgés ainsi que d'avoir bombardé et détruit le fief du TNSM. Soofi Mohammed, fondateur du TNSM, a été arrêté durant les opérations, ainsi que de nombreux autres commandants.